# Klein schorrenkruid
Klein schorrenkruid (Suaeda maritima) is een eenjarige plant, die behoort tot de Amarantenfamilie (Amaranthaceae). De soort komt van nature voor aan de Europese kusten, in de gematigde gebieden van Azië, Noord-Afrika en Noord-Amerika en is vandaar uit verder verspreid over het zuidelijk halfrond. Klein schorrenkruid staat op de Nederlandse Rode lijst van planten als een soort die in Nederland vrij zeldzaam en matig afgenomen is. Het aantal chromosomen is 2n = 36 of 18.
De plant wordt 10-50 cm hoog. De liggende, opstijgende of rechtopstaande, blauwgroene stengel is weinig tot sterk vertakt. De blauwgroene, vlezige, halfronde, 10-50 mm lange en 0,8-2 mm brede bladeren zijn lijnvormig, terwijl de bovenste bladeren spits zijn. De stengels en bladeren zijn vaak rood aangelopen.
De plant bloeit van juli tot in september met twee of drie groenachtige, 2-4 mm grote bloemen in de bladoksel van een op een blad lijkend, 3-12 mm lang schutblad. De bracteolen zijn gereduceerd tot kleine, huidachtige schubben. De bloem heeft vijf bloembladen, vijf meeldraden en twee, ongeveer 0,5 mm lange, kale stempels.
De vrucht is een halfkogelvormig nootje. Het glanzende, donkerbruine of zwarte, 1-2,2 mm brede zaad is fijn netvormig gegroefd.

## Voorkomen
Klein schorrenkruid komt voor op schorren en kwelders en binnendijks in sterk zilte, lage gebieden.

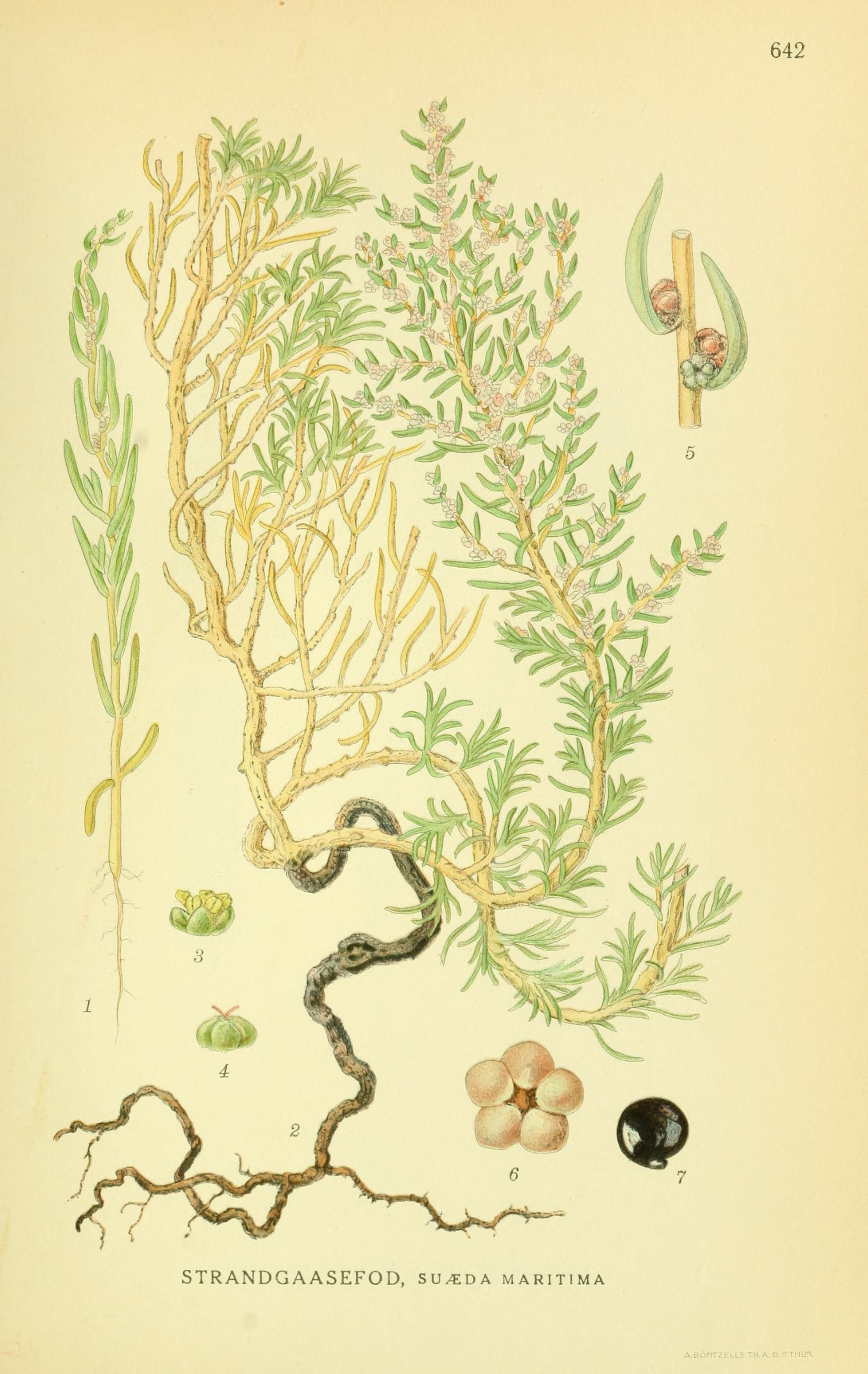
Schorrenkruid
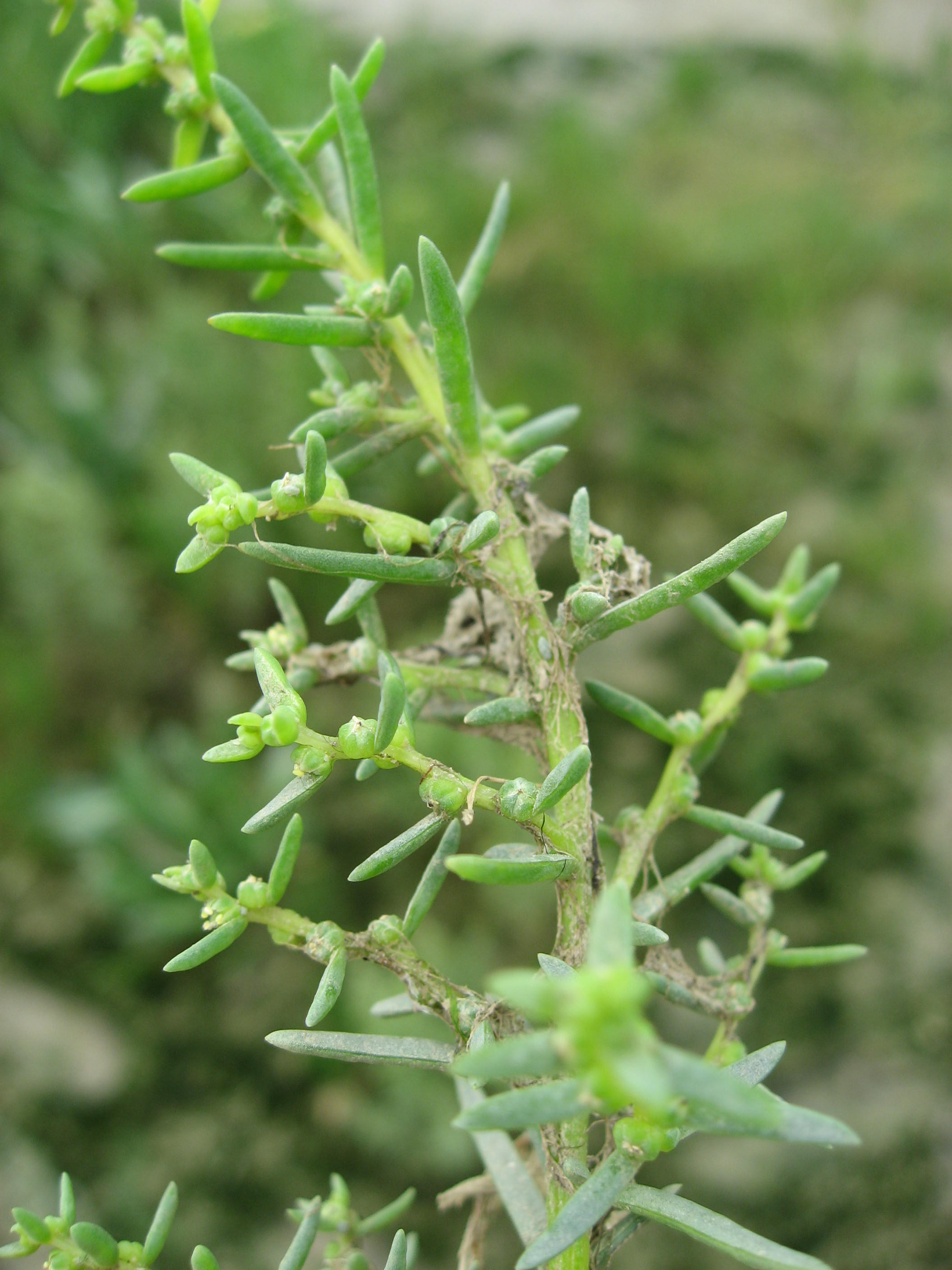
Bloeiwijze